# Ігор Штимаць
Ігор Штимаць (хорв. Igor Štimac; 6 вересня 1967, Меткович, Югославія) — хорватський футболіст, захисник, згодом футбольний тренер. З 2019 року очолює тренерський штаб збірної Індії.
Вихованець футбольної школи «Хайдук» (Спліт). Виступав за «Хайдук» (Спліт), «Динамо» (Вінковці), «Кадіс», «Дербі Каунті», «Вест Хем Юнайтед». 
У складі молодіжної збірної Югославія провів 4 матчі, забив 2 голи (у 1987 році). У складі національної збірної Хорватії провів 53 матчів, забив 2 голи (1990—2002); учасник чемпіонату Європи 1996 (3 матчі) і чемпіонату світу 1998 (7 матчів).

## Титули і досягнення
Гравець
- Чемпіон світу (U-20): 1987
- Чемпіон Хорватії (2):

«Хайдук» (Спліт): 1992, 1994–95
- Володар Кубка Югославії (1):

«Хайдук» (Спліт): 1990–91
- Володар Кубка Хорватії (1):

«Хайдук» (Спліт): 1994–95
- Володар Суперкубка Хорватії (2):

«Хайдук» (Спліт): 1992, 1994
- Бронзовий призер чемпіонату світу: 1998

Тренер
- Чемпіон Хорватії (1):

«Хайдук» (Спліт): 2004–05
- Переможець Чемпіонату Південної Азії (1):

Індія: 2021